# San Martino al Cimino
San Martino al Cimino è una frazione di Viterbo, di cui costituiva la VIII circoscrizione comunale.
L'antico centro medioevale, cresciuto intorno all'abbazia cistercense, fu riadattato nel XVII secolo secondo il gusto dell'epoca, ma conserva tracce della vecchia cortina muraria e dell'originaria struttura urbanistica.
La parte alta del centro abitato conserva la chiesa e il seicentesco Palazzo Doria Pamphili, costruito per iniziativa di Donna Olimpia, utilizzando parte dei materiali avanzati dalla ristrutturazione del palazzo di proprietà della famiglia Pamphili sito a Roma in piazza Navona.
È possibile accedere al paese tramite due porte; una nella parte bassa chiamata "viterbese" perché in direzione Viterbo, l'altra nella parte alta chiamata "montana" perché in direzione della montagna, del lago di Vico e di Roma.
Comune autonomo fino al 1928, in tale data esso fu aggregato a Viterbo, dal cui centro esso dista circa 5 km.

## Storia
Il borgo di san Martino al Cimino vede la sua origine intorno all'XIII secolo, allorquando nella località, che sorge a circa 560 metri di altitudine, fu edificata un'abbazia ad opera dei monaci cistercensi di Pontigny.

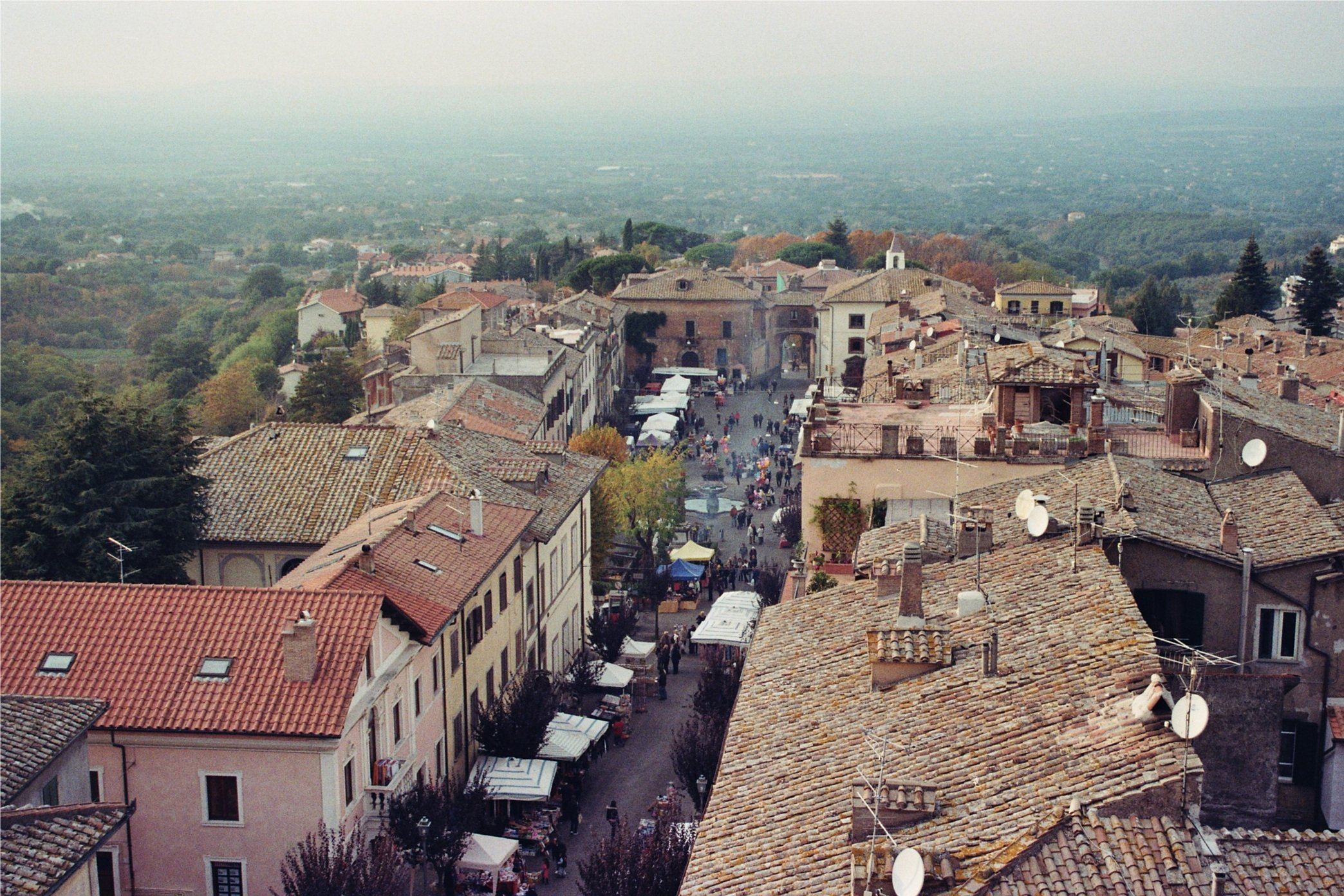
Vista da palazzo Doria Pamphilj

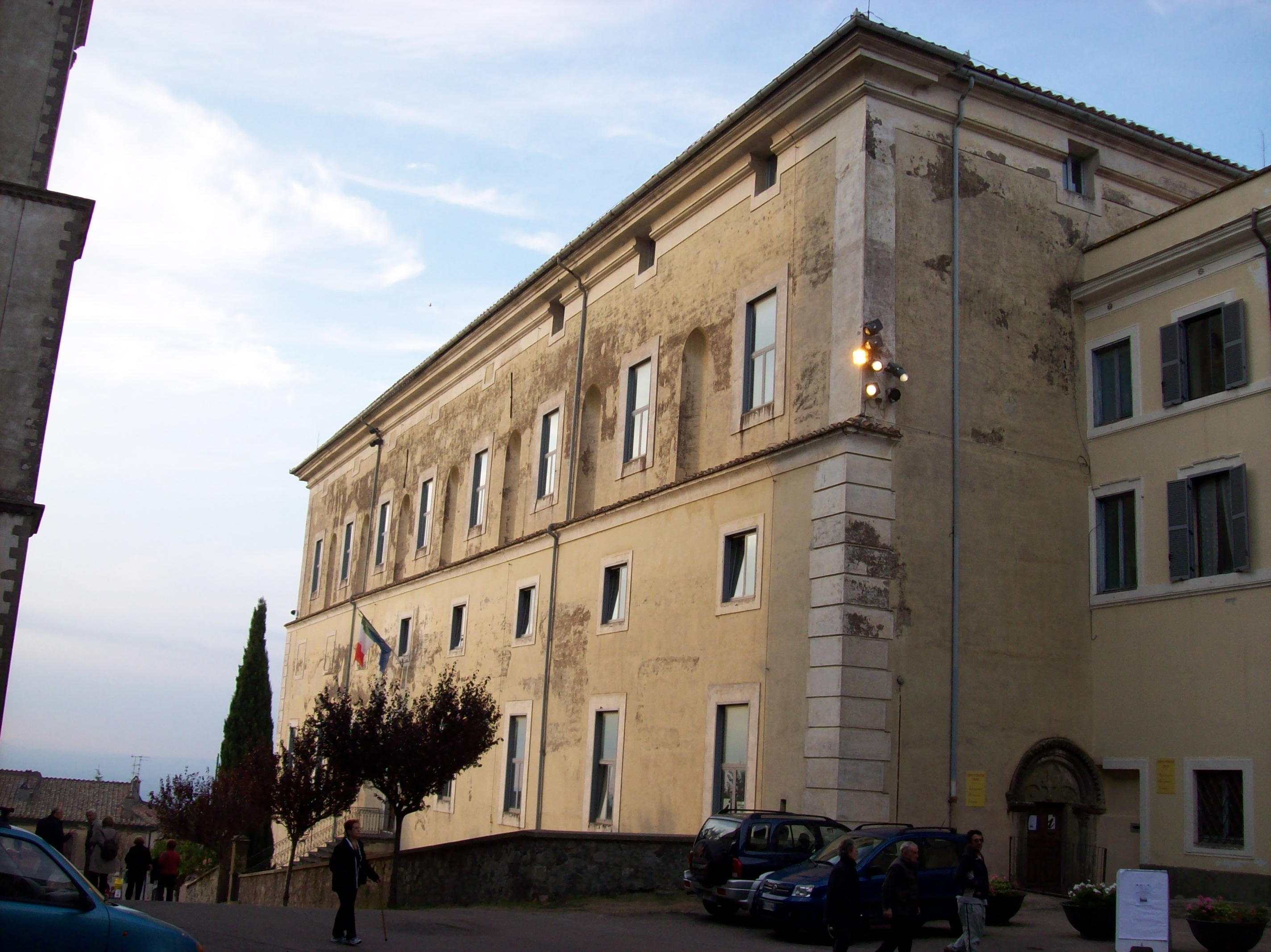
Palazzo Doria Pamphilj

Nei secoli successivi, il borgo conobbe una notevole espansione urbanistica, demografica ed economica grazie all'interessamento di Olimpia Maidalchini, più nota come Donna Olimpia, vedova del marchese Pamphilio Pamphilj e cognata di papa Innocenzo X, dal quale ebbe il titolo di Principessa di San Martino al Cimino.
Donna Olimpia affidò al Borromini la ristrutturazione architettonica del borgo; questi si occupò dei lavori sull'abbazia cistercense (l'innalzamento dei due campanili, con la funzione aggiunta di contrafforti, è opera sua) e, a sua volta, affidò all'architetto militare Marc'Antonio de Rossi il disegno delle mura perimetrali, delle porte e delle abitazioni così come di altri palazzi civili.
La realizzazione viene definita un esperimento urbanistico ante litteram: i costruttori del palazzo di corte furono gli stessi che poi acquistarono le case a riscatto, costruite mano mano attorno ad esso: i primi esempi di costruzione pianificata. Le casette, addossate le une alle altre, ospitavano i sudditi all'interno del borgo che era dotato di tutto quanto necessitasse (spacci, osterie, divertimenti organizzati). La principessa aveva esentato i sudditi dal pagamento delle tasse, voleva essere benvoluta creando attorno a sé un nutrito stuolo di sudditi, al punto di stabilire una dote alle ragazze che dopo il matrimonio avessero scelto di rimanere nel paese.
All'interno del secentesco Palazzo Doria-Pamphili, è possibile vedere una vera e propria rarità, infatti il soffitto a cassettoni della stanza da letto di Olimpia Maidalchini, ha una particolarità comune soltanto ad altri due palazzi in Europa, che è quella di potersi abbassare tramite un sistema di carrucole, per ridurre il volume totale della stanza, favorendone il riscaldamento.

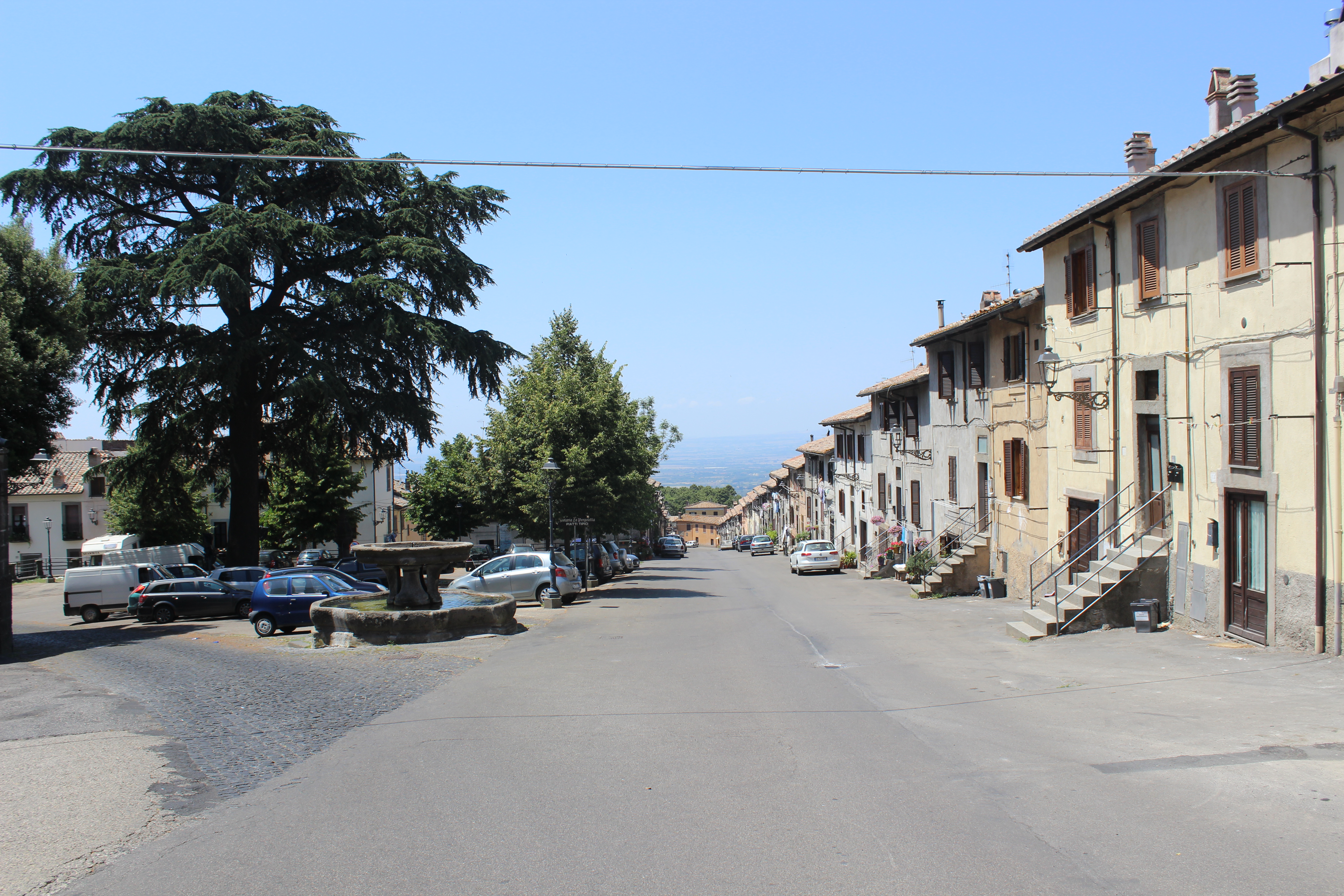
Le casette a schiera in via Luigi Cadorna, tra i primi esempi di costruzione pianificata.

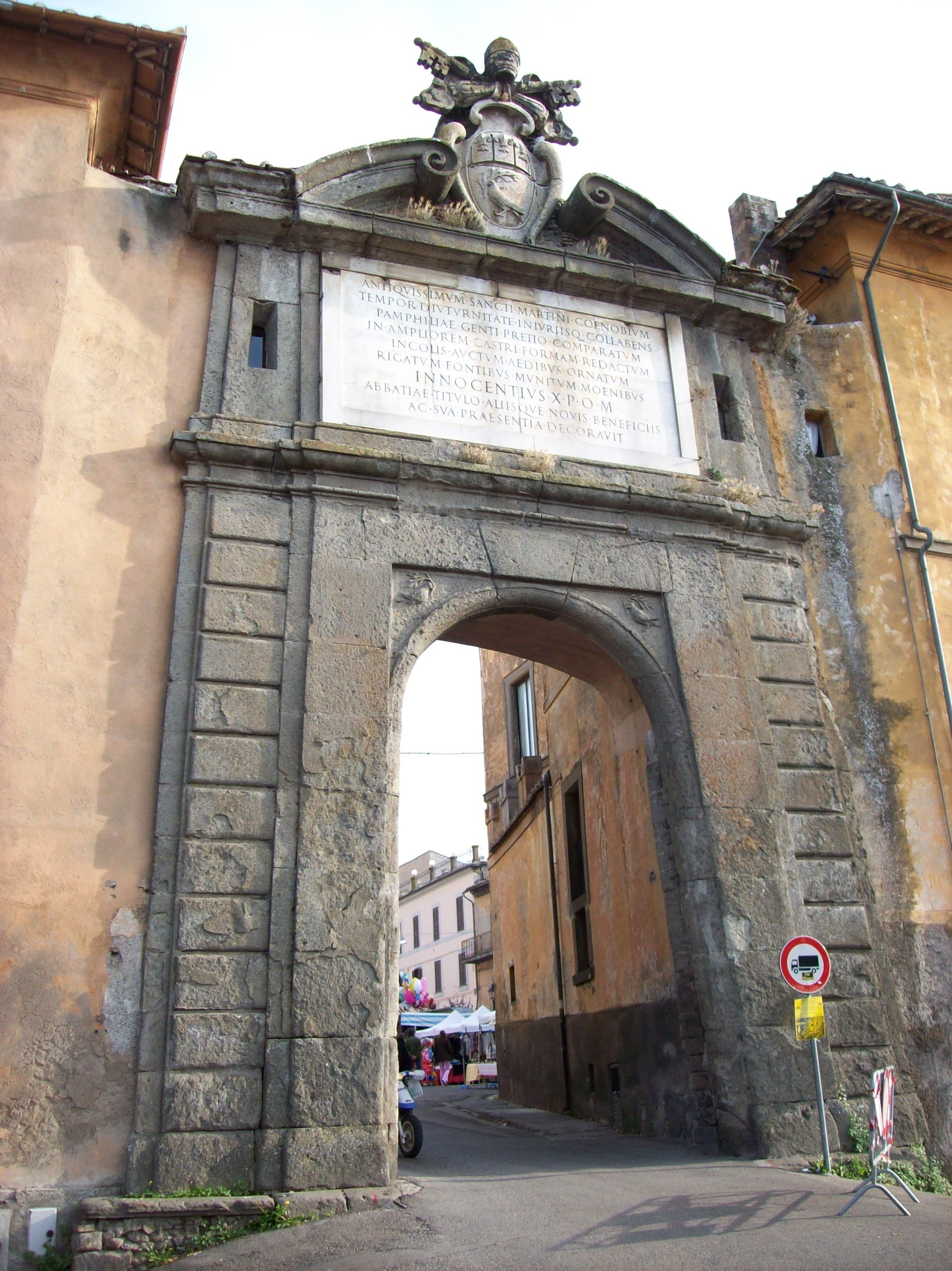
Porta Viterbese

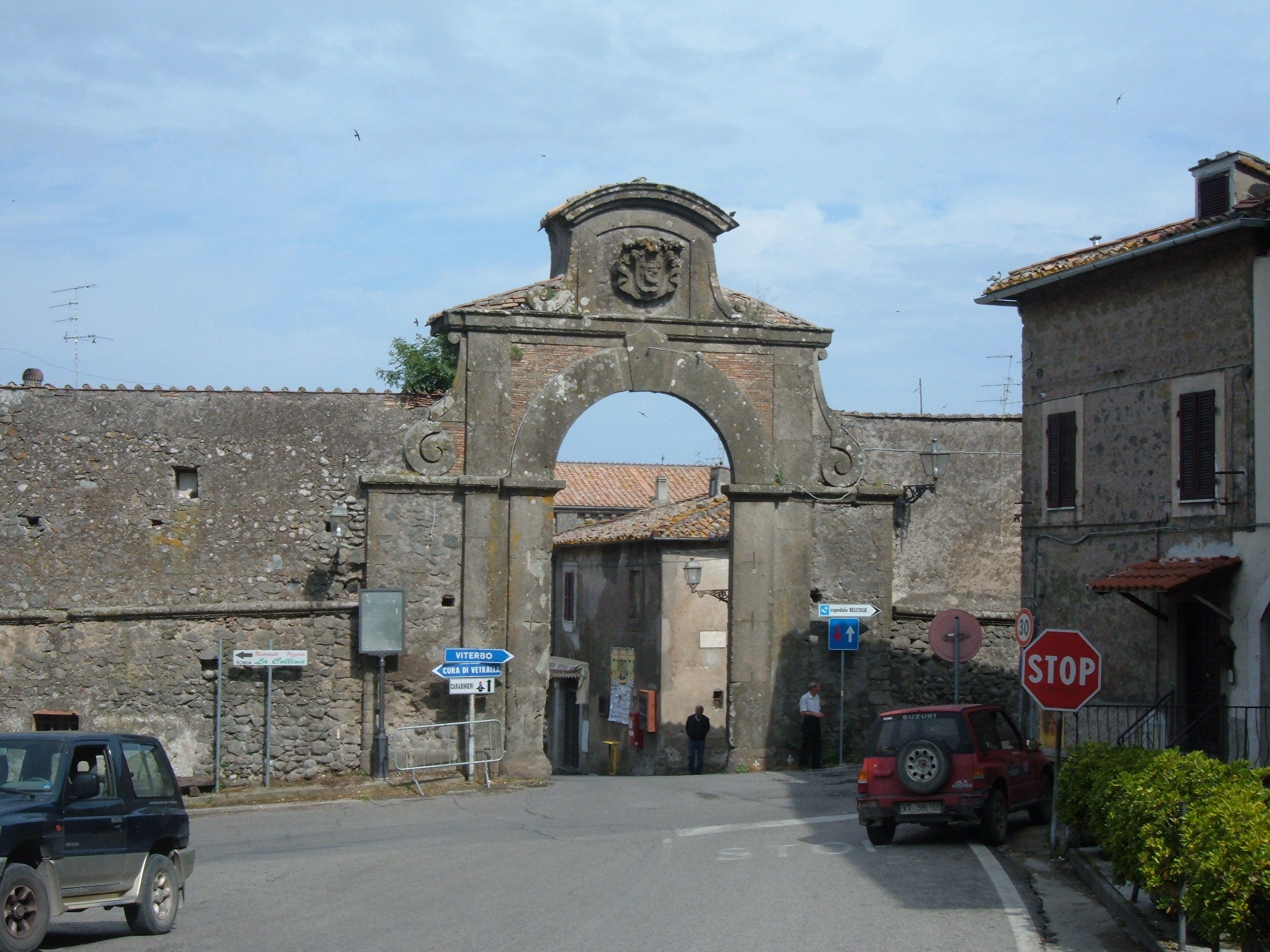
Porta Montana

Di interesse architettonico sono anche le caratteristiche casette a schiera costruite all'interno del muro di cinta, che rappresentano il primo esempio conosciuto di "casa a riscatto"
Per tali caratteristiche il borgo rappresenta uno dei più eclatanti esempio di città ideale, sia nella sua fase abbaziale, che nella ristrutturazione urbanistica seicentesca, realizzazione  sviluppatasi per volere di Donna Olimpia Midalchini Pamphilj e che può essere considerato a buon diritto un vero e proprio esperimento urbanistico ante litteram, tanto da essere proclamata Non urbem sed orbem al momento della sua elevazione a principato da Innocenzo X. L'innovativa conformazione del borgo ancora adesso risulta del tutto percepibile per la lungimiranza ed avanguardia delle caratteristiche infrastrutturali

## Aree naturali

### Lago di Vico
Di grande interesse naturalistico, il lago di Vico è probabilmente il meglio conservato tra i grandi laghi italiani di origine vulcanica, oltre ad essere il più alto d'Italia sul livello del mare. Incluso tra le aree di particolare valore naturalistico del Lazio, tra i biotopi di rilevante interesse vegetazionale in Italia e parte della Riserva naturale del lago di Vico, consente lo sviluppo della vita di numerose e rare specie animali.
Formatosi dal riempimento di un cratere vulcanico si è vista dimezzata la superficie in epoca etrusca con la costruzione di un canale sotterraneo che, attraversando la montagna e gettando le acque del lago nel vallone formando il Rio Vicano, ha permesso di rendere fertile un grande territorio.

## Eventi
In memoria di un ciclista sammartinese, Salvatore Morucci (scomparso nel 1961 a seguito di un incidente stradale durante una corsa a Trani), si corre tutti gli anni nel mese di settembre il "Trofeo Salvatore Morucci", gara ciclistica nazionale under 23 élite, su un percorso di circa 135 chilometri (dal 2013 la gara è stata riservata alla categoria juniores) a seguito della scomparsa di una delle colonne portanti dell'organizzazione dell'evento, nonché fratello del campione Salvatore (oggi detta manifestazione viene corsa anche come memorial).
Sagra della Castagna: 
Nel mese di Ottobre di ogni anno, San Martino al Cimino ospita la Sagra della Castagna, prodotto tipico del luogo.
La Castagna Sammartinese per eccellenza è la cosiddetta "femmina" di dimensioni più piccole rispetto al "marrone" ma di gusto dolce e croccante.
L'evento negli anni ha visto una crescita importante, sia a livello di promozione del territorio sia di eventi collaterali.
Ottobrata Sammartinese: Visita teatralizzata del palazzo Doria Pamphilij, rievocazione di un evento accaduto il 10 ottobre 1653 in questo palazzo.  La principessa di San Martino,  Donna Olimpia,  riceve il cognato, papà Innocenzo X, per mostrare i lavori di creazione del borgo su progetto del Borromini.  I testi sono curati dallo storico pamphilijano Colombo Bastianelli (autore del libro: NON OPPIDUM SED URBEM) che accompagna i visitatori spiegando in dettaglio la storia del palazzo e le sue peculiarità artistiche.  I costumi indossati dagli attori della ASSOCIAZIONE BORROMINA sono curati da Elisabetta Gnignera,  storica del costume e dell'arte vestimentaria a livello mondiale (ha lavorato sulla Gioconda di Leonardo) sammartinese di nascita.  Trucco e acconciature sono curati da Simone Marchi,  professionista del settore residente nel principato. I gioielli e gli accessori sono stati realizzati dal maestro orafo Antonio Marcucci,  anche lui residente a San Martino.  L'ente che gestisce il palazzo, LAZIOCREA, concede il suo patrocinio all' evento.

## Infrastrutture e trasporti

### Strade
San Martino al Cimino dista dal centro della città di Viterbo solamente 5 chilometri ed è raggiungibile grazie alla SP9 Sammartinese. Tramite la strada provinciale 80 Monte Fogliano è collegata a Vetralla e tramite la strada provinciale Tobia si può raggiungere Tobia, un'altra frazione del comune di Viterbo. 

### Ferrovie
San Martino al Cimino possiede anche una stazione ferroviaria propria sulla linea Roma-Capranica-Viterbo, anche se attualmente priva di traffico.

### Mobilità urbana
La società di trasporto pubblico "Francigena" gestisce il collegamento di San Martino al Cimino con Viterbo tramite autobus.